# Saint-Malo-de-Beignon
Saint-Malo-de-Beignon (en bretó Sant-Maloù-Benion) és un municipi francès, situat a la regió de Bretanya, al departament d'Ar Mor-Bihan. L'any 2006 tenia 813 habitants.

## Demografia
| 1962                                       | 1968 | 1975 | 1982 | 1990 | 1999 |
| ------------------------------------------ | ---- | ---- | ---- | ---- | ---- |
| 147                                        | 431  | 384  | 329  | 390  | 385  |
| Des de 1962: població sense dobles comptes |      |      |      |      |      |

## Administració
| Període   | Identitat       | Partit |
| --------- | --------------- | ------ |
| 2001-2008 | Paul Menier     |        |
| 2001-     | Henri Mauvoisin |        |